# Pink Friday: Reloaded Tour
Tournées par Nicki Minaj
Pink Friday Tour
(2012) The Pinkprint Tour
(2015)
Le Pink Friday: Reloaded Tour est la seconde tournée, mais la première effectuée dans de grandes salles, de l'artiste américaine Nicki Minaj. La tournée supportera le second album studio de la rappeuse et chanteuse-compositrice, Pink Friday: Roman Reloaded et débutera en octobre 2012 en Europe.
Cette tournée sera une plus grande production que le Pink Friday Tour. Les modifications qui y seront apportées comprennent un spectacle plus théâtral, une plus grande liste de chansons, une plus grande scène, plus de danseurs, beaucoup plus de synchronisations ainsi qu'un scénario et plus de contenu vidéo. Nicki a déclaré que cette tournée sera son « Pink Friday Tour sous stéroïdes » . Les dates et salles de concerts pour l'Australie et l'Europe ont déjà été annoncées. D'autres dates et pays comme l'Asie et plus de pays d'Europe seront ajoutés à la liste. Nicki Minaj ajoutera des dates pour le continent Africain, l'Amérique du Sud, le Canada, la Pologne et l'Espagne dû aux fortes demandes[réf. nécessaire]. Les dates pour l'Amérique du Nord se dérouleront probablement en 2013 et en fin du mois de février 2013.

## Développement
Minaj a annoncé via son compte Twitter que Tyga faisant partie du même label que Nicki, Young Money effectuera les premières partie des concerts au Royaume-Uni. Il fut plus tard annoncé que le chanteur-compositeur britannique et la semi-finaliste de la version anglaise de X Factor, Misha B effectueront quelques ouvertures de concerts pour la partie européenne de la tournée. Nicki Minaj participera à la nouvelle émission de E!, Opening Act, dans laquelle un artiste en herbe aura la chance d'effectuer une première partie pour les plus grandes célébrités dans le monde. Cette personne et Nicki ouvriront un concert d'une nuit unique lors de la tournée.
Le 1er août 2012, Minaj annonça que la tournée commencera plus tard que prévu et que ce retard affectera les dates du mois d'octobre incluant des pays comme l'Australie, la ville de Paris, aux Pays-Bas, en Suisse et en Belgique . Minaj déclara que la raison qui l'a poussée à reporter ces dates serait dans un premier temps les conflits d'horaire internationales mais aussi qu'elle travaillerait sur un « projet secret » qui ne touchera uniquement que les dates européennes de la tournée ,. Live Nation.com annonça officiellement le report des dates de la partie océanienne du Reloaded Tour le 6 août 2012 via leur site internet.

## Setlist
01. Come on a Cone

02. Roman Reloaded

03. Beez In the Trap

04. Did It on’Em

05. Up All Night

06. Make Me Proud

07. Moment 4 Life

08. The Boys

09. Muny

10. Raining Men

11. Dance (A$$)(Remix)

12. Out of My Mind

13. I Luv Dem Strippers

14. Take It to the Head

15. Bottoms Up

16. Va Va Voom

17. Super Bass (2)

18. Right Thru Me

19. Fire Burns

20. Save Me

21. Marilyn Monroe

22. Automatic (2)

23. Pound the Alarm

24. Turn Me On

25. Hold Yuh (Remix)

26. Mercy

27. Letting Go (Dutty Love)

28. Go Hard

29. Itty Bitty Piggy

30. Roman’s Revenge

31. My Chick Bad

32. Roman In Moscow

33. Monster

34. BedRock

35. Starships

## Dates et lieux des concerts
| Europe           |            |                  |                                         |
| 14 octobre 2012  | Paris      | France           | Palais omnisports de Paris-Bercy ANNULÉ |
| 15 octobre 2012  | Amsterdam  | Pays-Bas         | Ziggo Dome ANNULÉ                       |
| 17 octobre 2012  | Zurich     | Suisse           | Hallenstadion ANNULÉ                    |
| 18 octobre 2012  | Bruxelles  | Belgique         | Forest National ANNULÉ                  |
| 21 octobre 2012  | Nottingham | Angleterre       | Capital FM Arena                        |
| 22 octobre 2012  | Manchester | Angleterre       | Manchester Arena                        |
| 24 octobre 2012  | Liverpool  | Angleterre       | Echo Arena Liverpool                    |
| 25 octobre 2012  | Newcastle  | Angleterre       | Metro Radio Arena                       |
| 27 octobre 2012  | Birmingham | Angleterre       | LG Arena                                |
| 28 octobre 2012  | Newcastle  | Angleterre       | Metro Radio Arena                       |
| 30 octobre 2012  | Londres    | Angleterre       | The O2 Arena                            |
| 2 novembre 2012  | Manchester | Angleterre       | Manchester Arena                        |
| 3 novembre 2012  | Sheffield  | Angleterre       | Motorpoint Arena Sheffield              |
| 5 novembre 2012  | Dublin     | Irlande          | The O2                                  |
| 7 novembre 2012  | Cardiff    | Pays de Galles   | Motorpoint Arena Cardiff                |
| Océanie          |            |                  |                                         |
| 24 novembre 2012 | Auckland   | Nouvelle-Zélande | Vector Arena                            |
| 27 novembre 2012 | Adelaide   | Australie        | Adelaide Entertainment Centre           |
| 30 novembre 2012 | Sydney     | Australie        | Sydney Entertainment Centre             |
| 3 décembre 2012  | Brisbane   | Australie        | Brisbane Entertainment Centre           |
| 5 décembre 2012  | Melbourne  | Australie        | Rod Laver Arena                         |
| 8 décembre 2012  | Perth      | Australie        | Perth Arena                             |

Concerts annulés et reportés
| Dates             | Villes                     | Salles                           | Dates reportées                                                                   |
| ----------------- | -------------------------- | -------------------------------- | --------------------------------------------------------------------------------- |
| 14 octobre 2012   | Paris, France              | Palais omnisports de Paris-Bercy | Date reportée mais finalement annulé                                              |
| 28 septembre 2012 | Auckland, Nouvelle-Zélande | Vector Arena                     | Date reportée au 24 novembre                                                      |
| 3 octobre 2012    | Brisbane, Australie        | Entertainment Centre             | Date reportée au 3 décembre                                                       |
| 5 octobre 2012    | Sydney, Australie          | Allphones Arena                  | Date reportée au 30 novembre et salle changée pour le Sydney Entertainment Centre |
| 6 octobre 2012    | Melbourne, Australie       | Rod Laver Arena                  | Date reportée au 5 décembre                                                       |
| 9 octobre 2012    | Perth, Australie           | Burswood Dome                    | Date reportée au 8 décembre et salle changée pour le Perth Arena                  |